# Juan Rico y Amat
Juan Rico y Amat (Elda, Alicante; 29 de agosto de 1821-Madrid; 19 de noviembre de 1870) fue un poeta, historiador político, periodista, dramaturgo y jurista español.

## Biografía
Era hijo de un gran terrateniente y abogado de Elda, Pedro Rico. Su madre Josefa Amat, según Emilio Castelar, era carlista y públicamente se manifestaba así. Su hermano, Pedro, fue nombrado obispo de Guadix pero murió antes de tomar posesión, en 1842. Juan estudió en Aspe latinidad y humanidades hasta 1835. Marchó con catorce años (1836) a Madrid, donde fue acogido y protegido por su hermano el sacerdote Pedro, y estudió en la Universidad Central Filosofía y Derecho Civil y Canónico, licenciándose como abogado el 8 de febrero de 1844, dos años después de la muerte de su hermano. Hasta entonces había dirigido el periódico madrileño La Esmeralda y colaborado en La Ilustración Española (1843-1844), que en 1845 dirigió, y publicó Poesías serias y satíricas (1842), con elogioso prólogo de Juan Eugenio Hartzenbusch y Cuadros de costumbres (1844). No cabe duda alguna de que su carrera fue alentada y protegida por los Moderados: ocupó el puesto de Consejero provincial de Alicante en 1845 y fue corregidor y jefe político del distrito de Alcoy desde 1847 a 1850, donde redactó una Embajada de moros a cristianos para sus fiestas que todavía se representa en la actualidad.
En 1848 la reina Isabel II le nombró secretario honorario por Real Decreto de 30 de junio del mismo año y en 1849 le concedió el título de comendador de la Orden de Isabel la Católica. Real Decreto de 2 de junio de 1849. Ese mismo año fue secretario del Gobierno Civil de Zaragoza y en 1854 lo fue de Barcelona. Después de la revolución de julio escribió por entregas un humorístico, pero también amargo y sarcástico Diccionario de los políticos. Verdadero sentido de las voces y frases más usuales entre los mismos, escrito para divertimiento de los que ya lo han sido y enseñanza de los que aún quieren serlo que luego sería impreso como libro en 1855. Por mostrar un ejemplo de sus irónicas definiciones, se puede copiar aquí una parte de la que da a "Socialismo":
Como natural consecuencia del Socialismo desaparecerán los ricos y los pobres, pues los capitales serán iguales y, cuando algún socio adelante y aumente el suyo a fuerza de trabajo y de industria, vendrá el equilibrador Socialismo y le tomará sus aumentos para reponer el capital del que desmembró el suyo por sus vicios y holgazanería. Y con tan magnífico sistema el holgazán andará gordo y bien vestido y el trabajador desnudo y extenuado, y unos trabajarán para que coman otros y otros comeran para que unos trabajen, y en las tiendas se darán de balde los géneros al que los necesite, y en las fondas y cafés no llevarán nada por lo que se consuma y no se pagará nada en los teatros y todos los socios estarán contentos y muchos de ellos morirán de felicidad. Dicen los partidarios del Socialismo que la propiedad es un robo y ellos, para castigar a los ladrones propietarios, quieren apoderarse de sus propiedades.
Más importante parece una posterior Historia política y parlamentaria de España (1860-1861) en tres volúmenes que lo acreditó como historiador; el primer volumen está consagrado a las Cortes de Cádiz; el segundo, a las del Trienio Liberal 1820-1823; el tercero, a las de 1836-1853. 
Monárquico de ideas conservadoras, admirador del liberalismo doctrinario francés (Pierre-Paul Royer-Collard, François Guizot, Albert de Broglie) y español (Andrés Borrego, Donoso Cortés) y liberal doctrinario él mismo, fundó en 1867 el periódico La Farsa y en ese mismo año fue nombrado secretario del Gobierno Civil de su provincia natal, Alicante; durante la revolución de 1868 dirigió El Noticiero de España y después creó otro periódico en la misma línea que La Farsa llamado Don Quijote, del que llegó a sacar 42 números; en ambos ridiculizaba a los progresistas revolucionarios. A causa de Don Quijote fue perseguido por la Partida de la porra que dirigía el progresista Felipe Ducazcal y Lasheras; la Partida destrozó la redacción del periódico y él tuvo que huir a Elda, volviendo a Madrid meses después; muchos teatros madrileños no se atrevieron a representar su zarzuela El infierno con honra. Zarzuela bufo-político-moral que había compuesto durante su estancia en Elda por miedo a las represalias de dicho grupo y que resulta ser una tremenda sátira contra la Revolución de 1868. Tuvo en sus últimos años una tertulia en el café madrileño La Iberia y falleció de un colapso el 19 de noviembre de 1870.
Fue amigo de Manuel Ossorio y Bernard y dejó una creación literaria estimable e importante que le hizo merecedor de un puesto en la historia de la literatura española del siglo XIX y de la reedición, cien años después de su muerte, de algunas de sus obras como el Diccionario de los políticos, reimpreso en 1976, con la vuelta de la democracia y con ella la de partidos y personajes políticos. En su teatro comienza cultivando la comedia moral y termina con una zarzuela reaccionaria.

## Obra

### Historia, política y leyes
- Jurisprudencia administrativa. Colección de las competencias informadas hasta el día por el consejo real y resueltas por s. m., ordenadas y comentadas, con varios discursos sobre los distintos puntos de administración que comprenden, 1847.
- Diccionario de los políticos. Verdadero sentido de las voces y frases más usuales entre los mismos, escrito para divertimiento de los que ya lo han sido y enseñanza de los que aún quieren serlo 1855, reimpreso modernamente en Madrid: Narcea S. A., 1976.
- Historia política y parlamentaria de España. Desde los tiempos primitivos hasta nuestros días 1860-1861, tres vols.
- El libro de los diputados y senadores. Juicio crítico de los oradores más notables desde las Cortes de Cádiz hasta nuestros días con la inserción íntegra del mejor discurso que cada uno de ellos ha pronunciado. (Segunda parte de Historia política y parlamentaria de España), 4 vols., 1863-1868.
- La unidad católica. Biografías y discursos de los diputados católicos que han tomado parte en los debates sobre la cuestión religiosa en las cortes de 1869 1869. Hubo una segunda edición póstuma con el título ligeramente cambiado: El gobierno carlista lo que es en teoría y práctica. Biografías y discursos de los diputados católicos que han tomado parte en los debates sobre la cuestión religiosa en las cortes constituyentes de 1869, 1873.

### Teatro
- Conspirar con buena suerte. Estrenada el 10 de octubre de 1847 en el Teatro Principal de Alicante, impresa en 1853.
- Misterios de Palacio, 1852.
- Con buena suerte, 1853.
- Costumbres políticas 1855.
- La escuela de las madres 1859.
- Vivir sobre el país 1863.
- El mundo por dentro 1863.
- La belleza del alma 1864.
- ¡¡¡El miércoles!!! 1864.
- El infierno con honra, zarzuela, publicada en 1870.

### Lírica
- Poesías serias y satíricas (1842)
- Trabajos literarios y poéticos en el "Almanaque Ilustrado y Libro de Memorias", Alcoy: Imp. de José Martí, 1864.
- Lágrimas de España por el trágico suceso ocurrido en el Real Palacio el 2 de febrero de 1852, Madrid, 1852.
- A.S.M. La Reina Isabel II en su enlace
- A.S:A: El Infante Don Francisco de Asís
- La perla del serrallo

### Otras obras
- Cuadros de costumbres (1844)
- El castillo de Elda, novela publicada por entregas en La Ilustración Española  de Madrid entre 1843 y 1844.
- Curar el amor con sanguijuelas (1842), narración corta.

Para algunos biógrafos de Rico y Amat y expertos en poesía, la obra atribuida durante años a José de Espronceda, La desesperación pertenece al alicantino.